# Сибил Шепърд
Сибил Лин Шепърд (р. 1950 като Cybill Lynne Shepherd) е американска актриса. 

## Биография
На 16 години печели конкурса „Мис Тийнейджър Мемфис“, който ѝ помага да си намери работа като модел, докато е още в гимназията и след това. Кинорежисьорът Питър Богданович я вижда на корицата на едно списание и ѝ предлага роля във филма „Последната прожекция“ (1971), впечатлен от нейната красота.
По време на снимките 20-годишната Шепърд започва връзка с Богданович, но през 1972 г. го напуска и отива в Лас Вегас, където подновява приятелските си отношения с Елвис Пресли, който също е от Мемфис. Години по-късно Шепърд разказва в интервю за телевизия E! за връзката си с Пресли: „Той беше чудесен любовник, много беше секси“. В интервю за Лари Кинг през 2002 г. тя обаче признава, че „онзи Елвис, който познавах в Мемфис, беше много различен от ласвегаския Елвис. Забелязах, че той не беше на разположение, в известен смисъл. Години, много години по-късно, прочетох и разбрах, че е имал връзка с 2 жени по същото време“.
Докато Шепърд е заедно с Пресли, Богданович продължава да я търси. След като връзката им приключва, Богданович ѝ дава главната роля във филма „Дейзи Милър“ (1974). Филмът е по новелата на Хенри Милър и естеството на героинята на Шепърд изисква по-опитна актриса. Изпълнението ѝ, както и филмът, са подложени на остра критика. Снимките за следващия филм на Богданович „At Long Last Love“ обаче вече били започнати, като Шепърд отново играе главната роля. Филмът се оказва катастрофален провал за кариерата и на двамата.
Шепърд получава добри отзиви за ролята си в шедьовъра „Шофьор на такси“ (1976) на Мартин Скорсезе, но след последица от провали напуска филмовата индустрия през 1978 г. и се завръща в родния Мемфис, където се жени. Завръщането ѝ през 80-те години във филма „The Return“ е поредното фиаско, което претърпява, и по всички личи, че това ще бъде краят на актьорската ѝ кариера. След няколко години извън киното Шепърд се явява на прослушване за главната женска роля в сериала „Съдружници по неволя“, където участва Брус Уилис, и печели ролята. Сериалът е разтоварващо съчетание от мистерия и комедия и Шепърд печели две награди „Златен глобус“ за ролята на Мади Хейс. Шепърд ражда близнаци, докато сериалът все още върви и така допринася за неговия ранен завършек.
През 90-те години участва в ситуационната комедия „Сибил“, в която главната героиня се доближава до истинската актриса – тя се мъчи с второразрядни филми и неуспешни сапунени сериали. За тази роля Шепърд печели трета награда „Златен глобус“.
През 2001 г. излиза автобиографията ѝ „Cybill Disobedience: How I Survived Beauty Pageants, Elvis, Sex, Bruce Willis, Lies, Marriage, Motherhood, Hollywood, and the Irrepressible Urge to Say What I Think“ – съвместна работа с Ейми Лий Бол.
През 2007 г. Сибил Шепърд се появява в драмата на Шоутайм еЛ връзки като героинята Филис Крол в последните три сезона на сериала.

## Избрана филмография
| година  | филм                 | оригинално заглавие   | роля                | режисьор         | бележки   |
| ------- | -------------------- | --------------------- | ------------------- | ---------------- | --------- |
| 1971    | Последната прожекция | The Last Picture Show | Джеси Фероу         | Питър Богданович |           |
| 1976    | Шофьор на такси      | Taxi Driver           | Бетси               | Мартин Скорсезе  |           |
| 1985/89 | Съдружници по неволя | Moonlighting          | Мади (Маделин) Хейс |                  | ТВ сериал |

## Дискография
- Cybill Does It...To Cole Porter (Paramount, 1974)
- Mad About the Boy (Tombstone, 1976)
- Cybill Getz Better (Inner City, 1976)
- Vanilla (Gold Castle, 1979)
- Somewhere Down the Road (Gold Castle, 1990)
- Talk Memphis to Me (Drive Archive, 1997)
- Songs from The Cybill Show (1999)
- Live at the Cinegrill (2001)
- At Home With Cybill (2004)
- Jazz Baby Volumes 1–3 (2005)